# Анархо-пацифизм

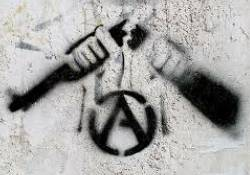
сломнная винтовка и буква А в круге символ анархизма

Ана́рхо-пацифи́зм (также пацифи́стский анархи́зм или анархи́ческий пацифи́зм) — направление внутри анархического движения, которое отвергает применение насилия в борьбе за социальные перемены. Основное влияние оказали идеи Генри Дэвида Торо и Льва Николаевича Толстого. Основное его развитие происходило в Нидерландах, Великобритании и Соединенных Штатах до и во время Второй мировой войны.

## История
Генри Дэвид Торо был одним из первых, кто в своей работе «Гражданское неповиновение» пропагандировал ненасильственное сопротивление. 

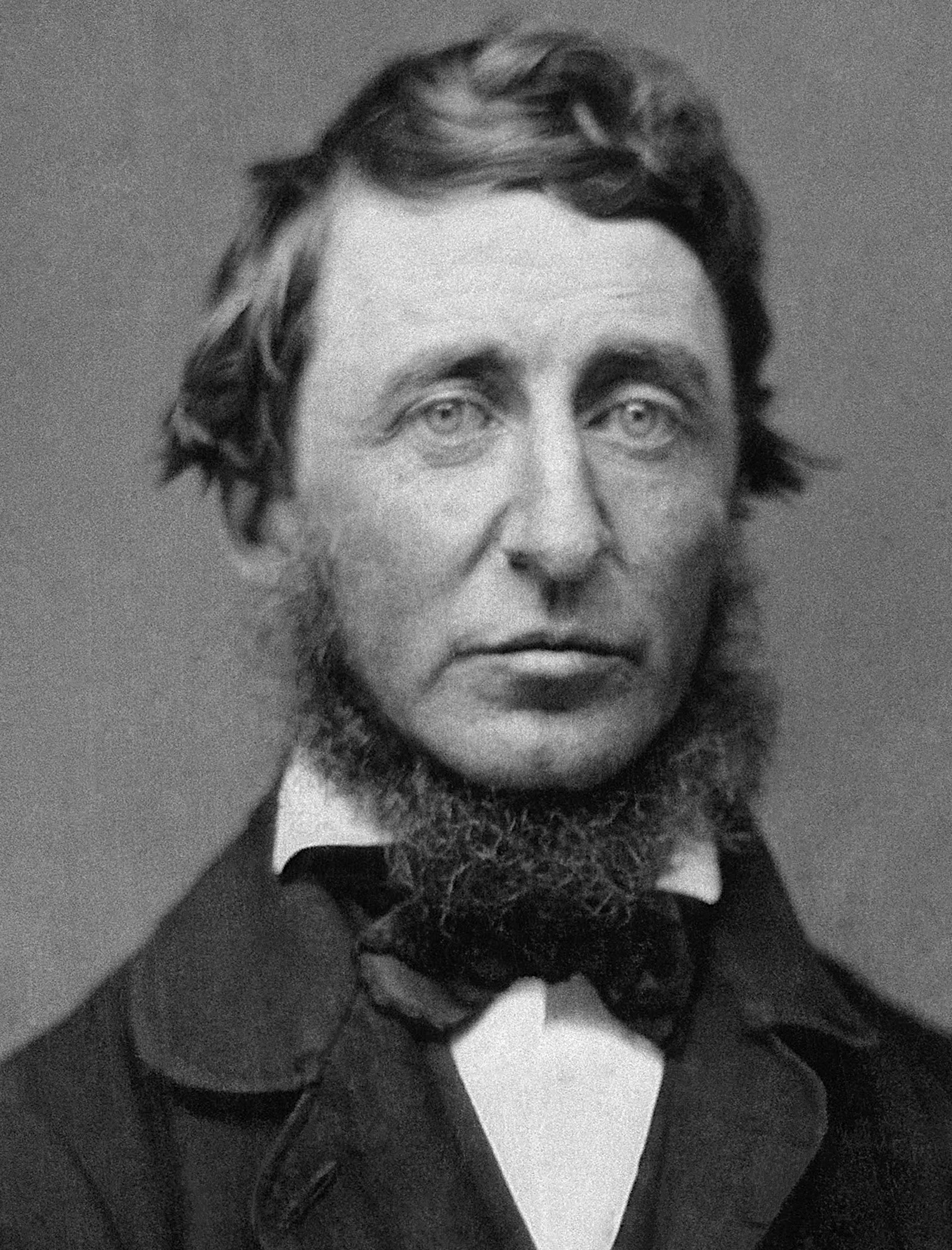
Генри Дэвид Торо

В определённый момент анархо-пацифизм стал инициатором христианского анархизма. Первым массовым анархо-пацифистским движением было толстовство в России. В 1897 году толстовство было объявлено вредной сектой. В 1901 году Лев Толстой был отлучён от церкви, его сторонники подвергались арестам и высылке.
Насилие всегда было спорным моментом в анархизме. Хотя многие анархисты в 19 веке применяли физическое насилие против политических врагов, Лев Толстой и другие анархо-пацифисты отрицали насилие, как средство для перемен. Они утверждали, что анархизм должен быть ненасильственным, так как по определению он против принуждения и силы, и поскольку государство по своей природе есть насилие, то пацифизм должен быть анархическим. Махатма Ганди, идеолог движения за независимость Индии, выступал за мирные перемены, вдохновляясь философией анархо-пацифизма. Голландский революционер Фердинанд Домела Ньивенхёйс также сыграл важную роль, внося пацифистские направления в анархизм.
Как глобальное движение анархо-пацифизм появился незадолго до Второй мировой войны в Нидерландах, Великобритании и Соединенных Штатах. В послевоенное время он играл важную роль в международном движении за ядерное разоружение. Ведущим британским анархо-пацифистом был Алекс Комфорт, называвший себя «радикальным антимилитаристом».
Из числа либертарианских теоретиков XX века известным анархо-пацифистом был Роберт ЛеФевр, который высказывался против войны, считавший её продуктом государства.

## Идеология
Эррико Малатеста писал, что «важным элементом анархизма является устранение насилия из человеческих отношений». Анархо-пацифисты склонны рассматривать государство, как «форму организованного насилия» и поэтому было бы логично, что анархисты должны отказаться от всех форм насилия. Анархо-пацифисты критикуют разделение между целями и средствами. Будет очень трудно завершить анархистскую революцию по уничтожению государства, если анархисты будут похожи на людей, с которыми они борются. «Я раньше верил, что цели и средства должны соответствовать друг другу. Таким образом, ложь, воровство, убийство и подобные вещи я для себя исключаю». Для анархистов-пацифистов революция должна наступить через образование. Настоящая анархистская революция и общество могут победить только тогда, когда людям будут объяснять преимущества свободы, а не заставлять принять её силой. Те анархисты, которые используют насилие против своих врагов всякий раз, когда чувствуют в нём необходимость, часто «действуют от своего „эго“, а не от сердца». Анархо-пацифисты разделяют мнение, что «распространение литературы и обсуждение вопроса убедит людей гораздо быстрее, чем это сделает коктейль Молотова».

«Чем больше насилия, тем дальше революция»

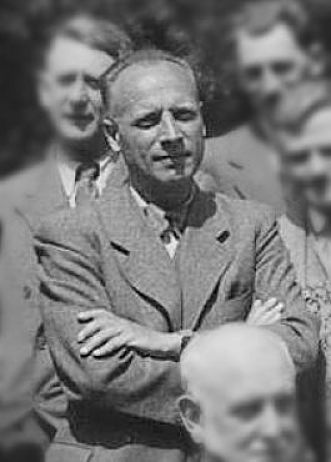
Барт де Лигт

Анархо-пацифистская критика капитализма была представлена Бартом де Лигтом. В одной из глав своей книги «Абсурдность буржуазного пацифизма» он утверждает, что насилие присуще капиталистической системе, и любая попытка сделать капитализм пацифистским обречена на провал. «Насилие является необходимым в современном обществе… [Потому что] без него правящий класс был бы не в состоянии сохранить своё привилегированное положение. Армия используется в первую очередь, чтобы удерживать работников…, когда они становятся недовольными». [Б. Де Лигт, соч., стр. 62] «Пока государство и капитализм существуют, насилие будет неизбежным, следовательно, каждый пацифист должен быть анархистом, а каждый анархист должен быть пацифистом».

## Идеологическое расхождение
Хотя анархо-пацифизм чаще всего ассоциируют с религиозным анархизмом, таким как христианский или буддийский анархизм, здесь имеют место нерелигиозные или даже антирелигиозные направления. Анархо-панк группа Crass была первой, кто привнес этот взгляд. «Между анархией и пацифизмом нет противоречий. Пацифизм — это не пассивность, для меня он представляет глубокое изменение в восприятии жизни. Мысль о том, что пацифизм — это пассивность так же наивна, как и мысль о том, что анархия — это хаос». Главная причина для панков-анархистов быть пацифистами заключается в самой идее анархии. «В связи с отрицанием правительства и внешнего угнетения насилие анархистов кажется более неуместным, чем любое другое политическое насилие».

## Известные анархо-пацифисты
- Анархо-пацифисты (категория)